# Красноїлля
Красноїлля —  село в Україні, у Верховинській селищній громаді Верховинського району Івано-Франківської області. У селі розташований Красноїльський ліцей.

## Назва
За народними переказами назва села походить від найменування старої великої і красивої ялиці, що росла колись на присілку Вигода. Її в народі називали «красна їль». Вона була такою величезною, що з наколених із неї дощок—ґонтів вистачило вкрити новозбудовану церкву. 
Про цей факт згадує у своїй книзі «На високій полонині» й Станіслав Вінценз. Він пише: «Росла там колись над Черемошем дуже велика й гарна ялиця. Саме з неї збудували в 1757році церковцю, а з грубого пня зробили вівтар. Від тієї-то ялиці назвали парафію та село – Красноїлля, тобто «гарна ялиця». 
За радянської влади село Красноїлля було перейменовано на Красноїлів. Івано-Франківська обласна Рада народних депутатів рішенням від 15 липня 1993 року перейменувала село з Красноїлів на Красноїлля.

## Географія
Центр села знаходиться в долині Дідушкової річки. Він оточений горами: зі сходу – Лєльковим і Широким, з півдня – Перехресним, з заходу – Плаєм і Магурою, з півночі – Синицями з вершиною Довбушанка (1186 м над р.м), на північному сході – горою Буків’ян.
Дідушкова річка, яка протікає через село, має дві основні притоки: Білу річку, яка бере початок з гори Скупова – урочище Кривий; і Чорної річки, яка витікає з під Кринти. Дідушкову річку живлять праві потоки: Коломийський, Дубівський, Стусівський, Лупєн’єк, Жбирь, і ліві: Підмагора, Жолобівський, Рибарівський, Панькєвичівський, Буків’янський. Вона є правою притокою річки Чорний Черемош.

## Історія
Село Красноїлля було засноване в часи національно-визвольної боротьби українського народу 1648-1657рр. під проводом Богдана Хмельницького. Перша письмова згадка датується 1649 роком.
1 травня 1696 власник села Думитрашко Урсакі продав другу половину села Красноїлля капітану Александру Єльському, "полякові з Ґродна (Литва), перебуваючому там з малим військом на околиці землі городенківського староства".
12 червня 2020 року, відповідно до Розпорядження Кабінету Міністрів України  № 714-р «Про визначення адміністративних центрів та затвердження територій територіальних громад Івано-Франківської області», увійшло до складу Верховинської селищної громади.
19 липня 2020 року, в результаті адміністративно-територіальної реформи та ліквідації Верховинського району, село увійшло до складу новоутвореного Верховинського району.

## Культура
У 1903 році в Красноїллі засновано читальню «Просвіта», в 1906-1907рр. в їхній бібліотеці налічувалось близько 75 книжок. Головою читальні був Федір Крамарук.
1910 року групою ентузіастів на чолі з Гнатом Хоткевичем в селі Красноїлля було засновано Гуцульський театр. 
У школі є танцювальний колектив «Чарівний каблучок», який виграє перші місця у різних конкурсах.

### Пам'ятки архітектури
Пам'ятки архітектури національного значення:
- Церква Святих апостолів Петра і Павла — дерев'яна, побудована 1843 року, належить до ПЦУ; настоятель — митрофорний протоієрей Василь Данильчик.
- Дзвіниця церкви Святих апостолів Петра і Павла — дерев'яна, побудована 1843 року.
- Могила воїнів УПА.

## Населення
Згідно з переписом УРСР 1989 року чисельність наявного населення села становила 1151 особа, з яких 525 чоловіків та 626 жінок.
За переписом населення України 2001 року в селі мешкало 1278 осіб.

### Мова
Розподіл населення за рідною мовою за даними перепису 2001 року:
| Мова       | Кількість | Відсоток |
| ---------- | --------- | -------- |
| українська | 1281      | 99.92%   |
| російська  | 1         | 0.08%    |
| Усього     | 1282      | 100%     |

## Світлини

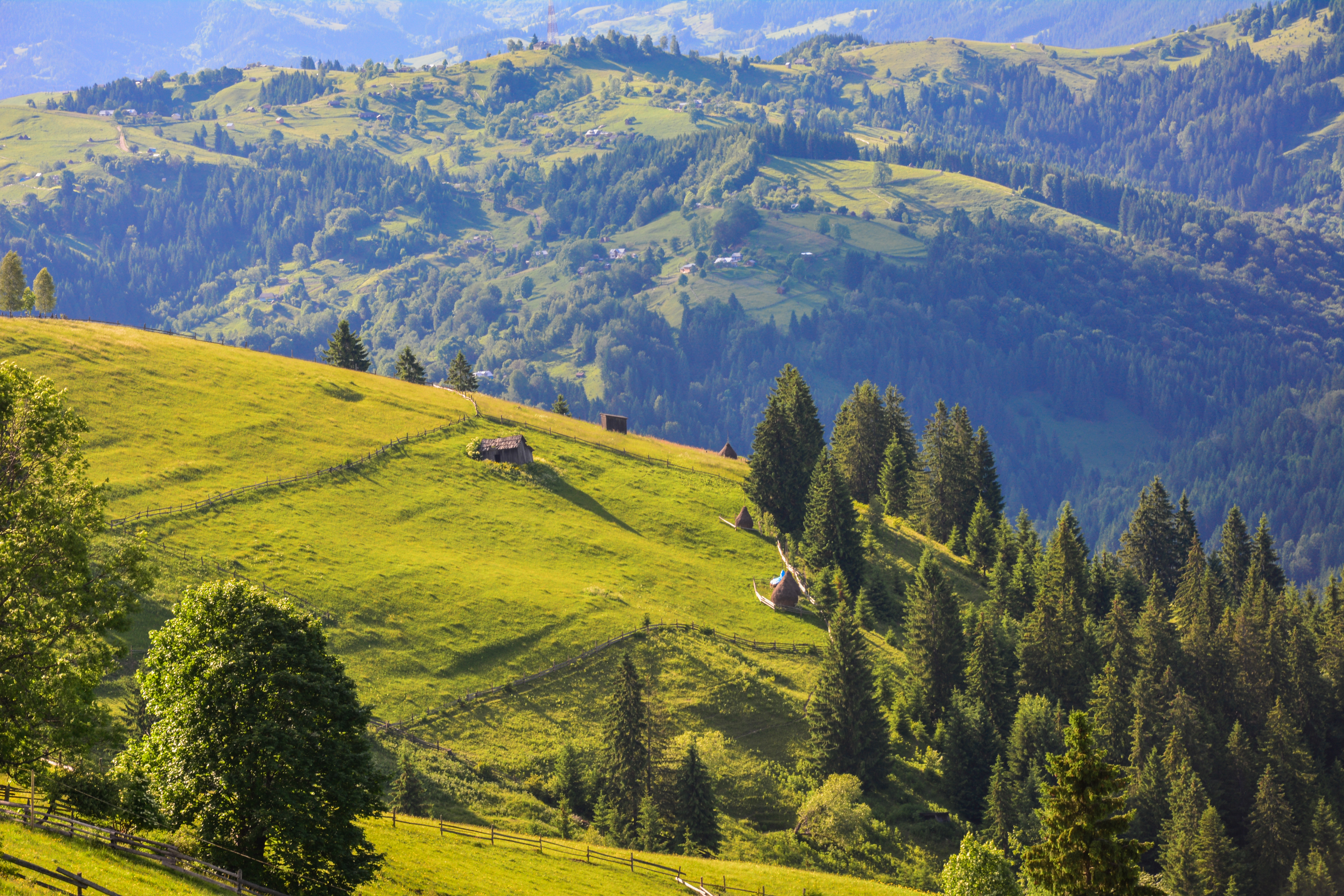
Горби Красноїлля
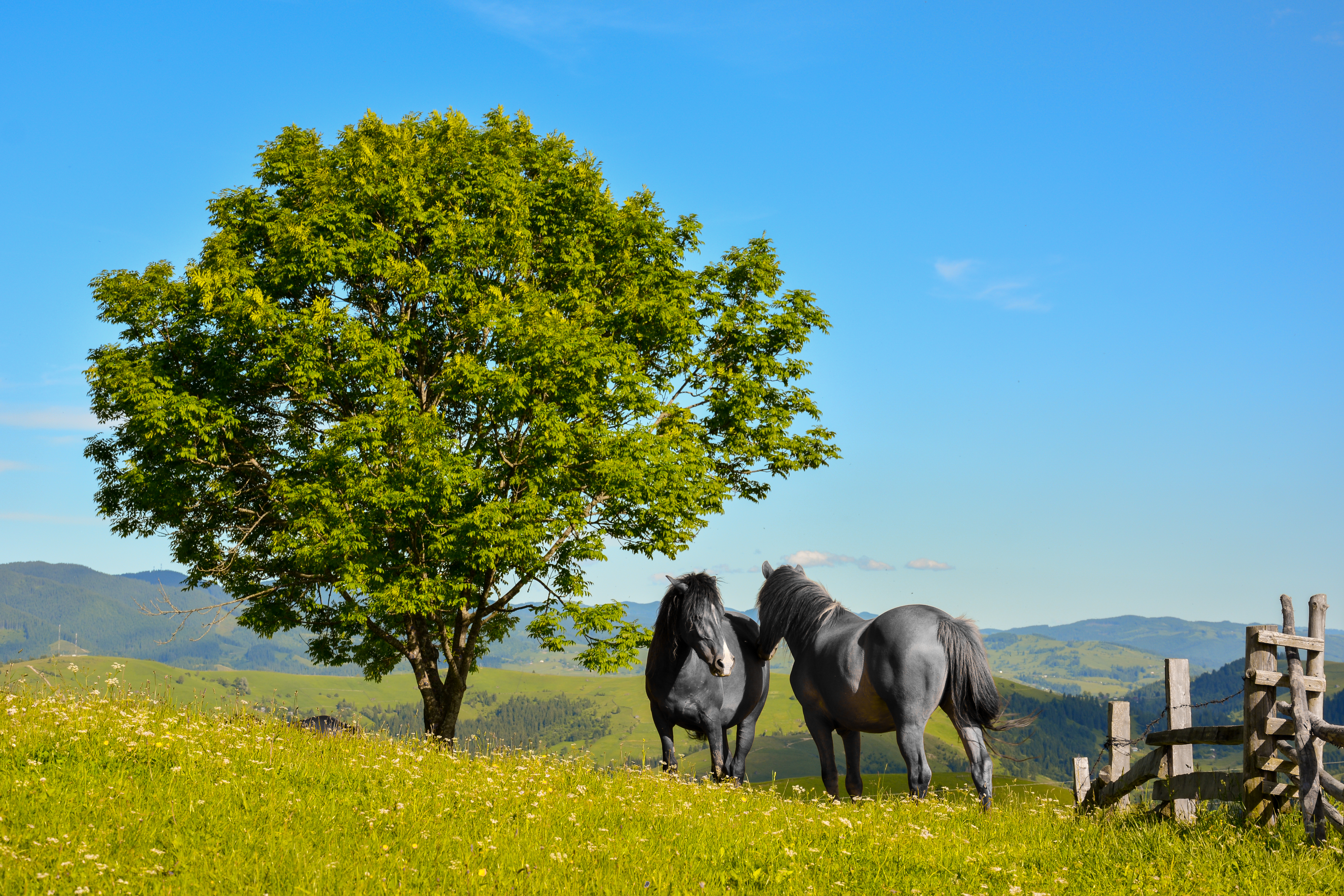
Коні в селі
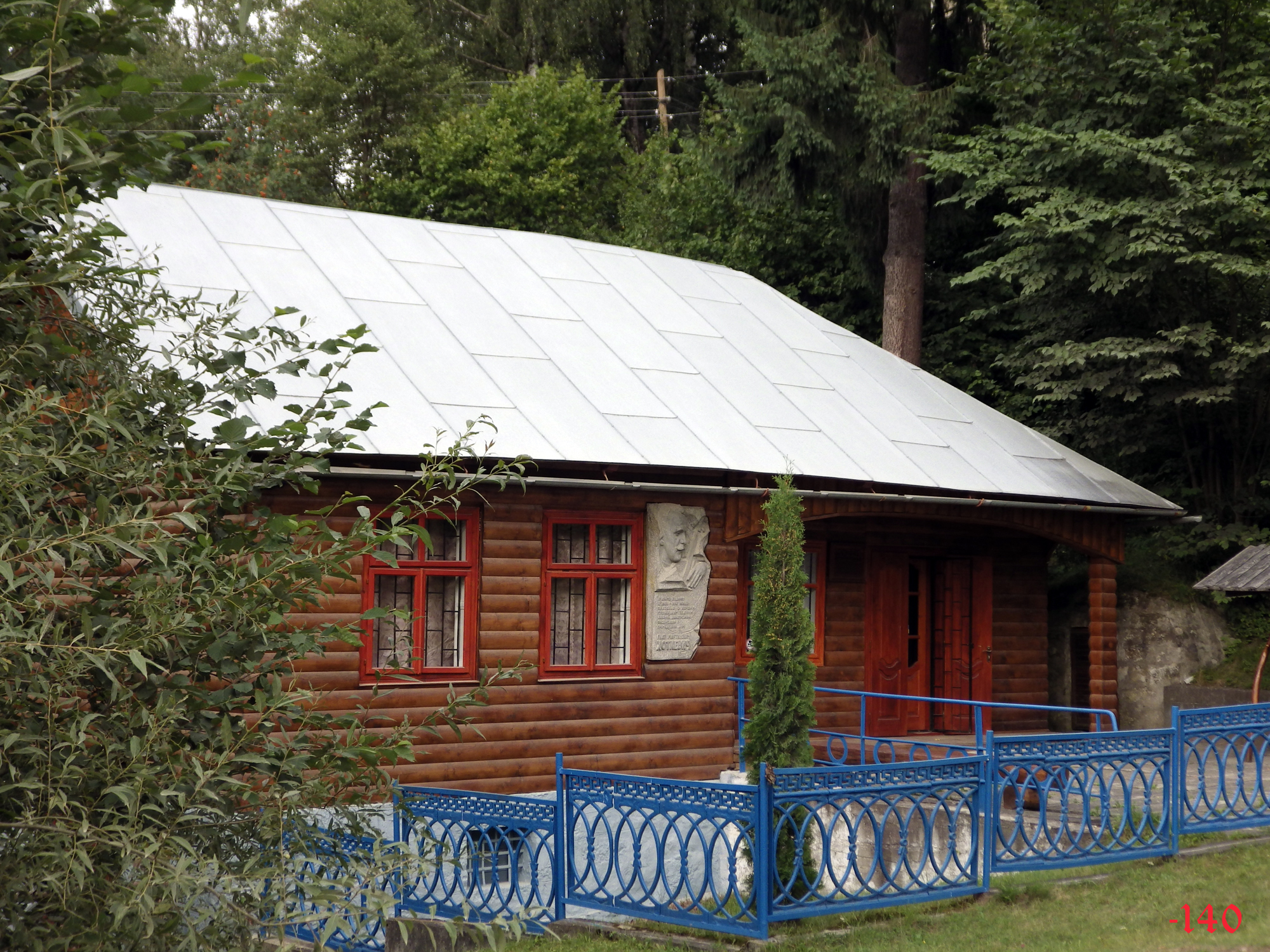
Театр села